# Lackrana
Lackrana es un género de polilla monotípico perteneciente a la familia Geometridae. Cuenta con dos especies, Lackrana carbo y Lackrana durafrons, que se encuentra con endemismo en el estado australiano de Tasmania. Tanto el género como las dos especies fueron descritos por primera vez por Peter B. McQuillan en 1996.